# Brezovica, Tvrdošín
Brezovica este o comună slovacă, aflată în districtul Tvrdošín din regiunea Žilina. Localitatea se află la altitudinea de 720 m deasupra n.m., se întinde pe o suprafață de 19,21 km2 și în 2017 număra 1.339 de locuitori.

## Istoric
Localitatea Brezovica este atestată documentar din 1580.

## Demografie
| An:                | 1994 | 2004   | 2014   | 2024   |
| ------------------ | ---- | ------ | ------ | ------ |
| Număr de persoane: | 1220 | 1292   | 1322   | 1419   |
| Diferență:         |      | +5,90% | +2,32% | +7,33% |

| An:                | 2023 | 2024   |
| ------------------ | ---- | ------ |
| Număr de persoane: | 1416 | 1419   |
| Diferență:         |      | +0,21% |